# Гребнице (Домаљевац-Шамац)
Гребнице су насељено место у Босни и Херцеговини, у општини Домаљевац-Шамац. Административно припада Федерацији Босне и Херцеговине, односно њеном Посавском кантону. Према попису становништва из 2013. у насељу је живело 903 становника, а већину популације чинили су Хрвати.

## Становништво
По последњем службеном попису становништва из 1991. године у насељу Гребнице живело је 903 становника. Етничку већину у селу чинили су Хрвати.
| Националност | 2013. | 1991.          | 1981.          | 1971.          |
| Бошњаци      | —     | 1 (0,04%)      | 0              | 0              |
| Хрвати       | —     | 1.933 (87,47%) | 1.796 (85,77%) | 1.760 (87,87%) |
| Срби         | —     | 210 (9,50%)    | 215 (10,27%)   | 232 (11,58%)   |
| Југословени  | —     | 26 (1,17%)     | 50 (2,38%)     | 4 (0,2%)       |
| Црногорци    | —     | 0              | 1 (0,04%)      | 1 (0,05%)      |
| остали       | —     | 40 (1,81%)     | 32 (1,52%)     | 6 (0,30%)      |
| Укупно       | 903   | 2.210          | 2.094          | 2.003          |